# Peter Smrek
Peter Smrek (* 16. Februar 1979 in Martin, Tschechoslowakei) ist ein ehemaliger slowakischer Eishockeyspieler. In der National Hockey League absolvierte er insgesamt 28 Spiele für die St. Louis Blues und New York Rangers. Darüber hinaus war er in den nordamerikanischen Minor Leagues aktiv, für Sewerstal Tscherepowez in der Kontinentalen Hockey-Liga sowie in Deutschland für die Frankfurt Lions und Grizzly Adams Wolfsburg.

## Karriere

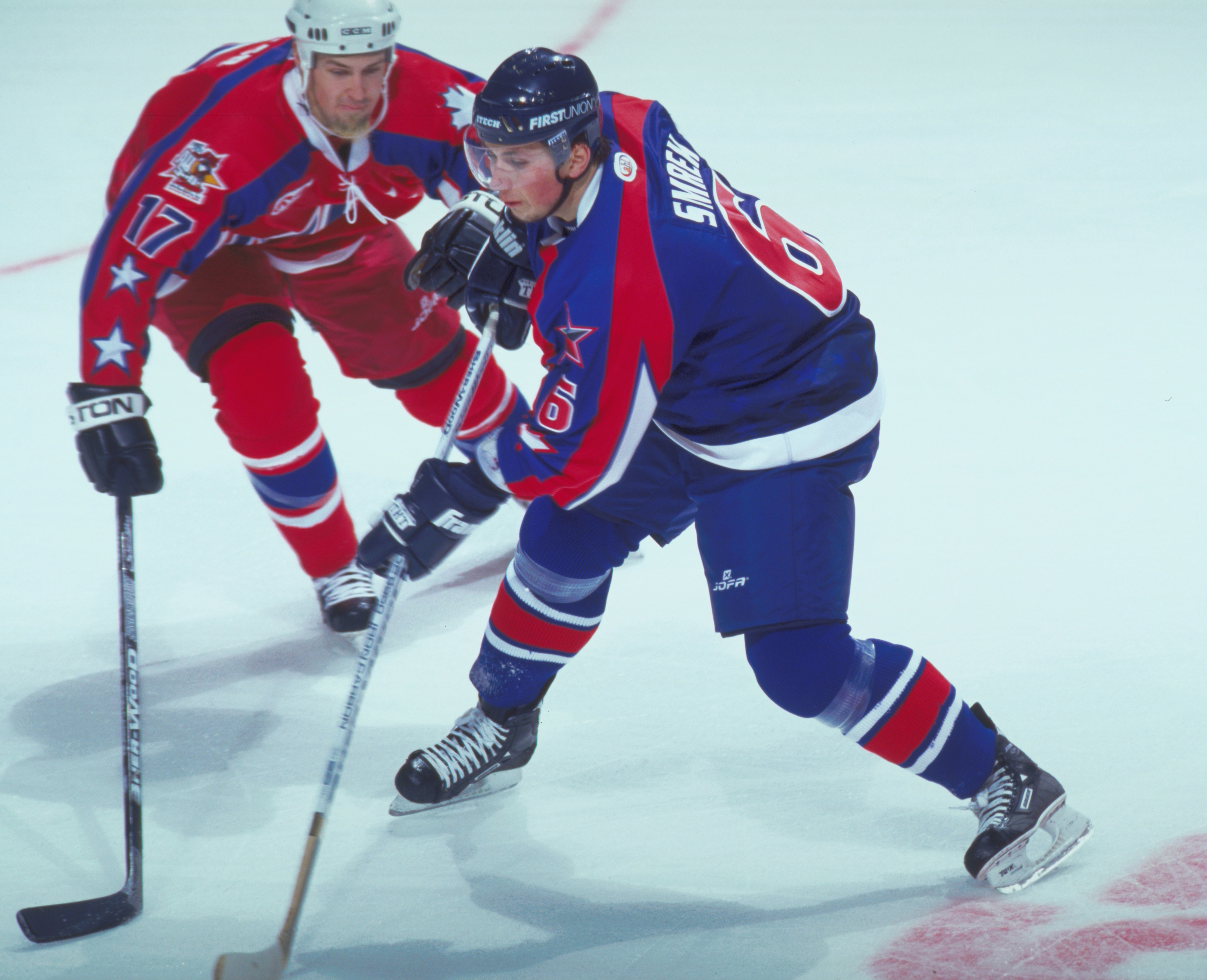
Greg Crozier (li.) und Peter Smrek beim AHL All-Star Classic 2001

Peter Smrek begann seine Karriere als Eishockeyspieler in seiner Heimatstadt in der Jugend des MHC Martin, in der er bis 1998 aktiv war. Anschließend wechselte er zum Juniorenteam Des Moines Buccaneers, für die er in der Saison 1998/99 in der United States Hockey League auflief. Daraufhin wurde er im NHL Entry Draft 1999 in der dritten Runde als insgesamt 85. Spieler von den St. Louis Blues ausgewählt, für die er in der Saison 2000/01 sein Debüt in der National Hockey League gab. Überwiegend stand der Verteidiger wie im Vorjahr jedoch für das Farmteam der Blues, die Worcester IceCats, in der American Hockey League auf dem Eis. Am 5. März 2001 wurde der Rechtsschütze im Tausch gegen den Russen Alexei Gussarow an die New York Rangers abgegeben, für die er bis zum Saisonende 14-mal auf dem Eis stand. In der Saison 2001/02 lief er noch weitere acht Mal für die Rangers in der NHL auf, spielte bis 2004 jedoch ansonsten ausschließlich in der American Hockey League für das Hartford Wolf Pack, die Milwaukee Admirals und die Binghamton Senators.
Im Sommer 2004 erhielt Smrek einen Vertrag als Free Agent beim DEL-Aufsteiger Grizzly Adams Wolfsburg, den er nach dessen Lizenzentzug bereits nach einem Jahr wieder verließ, um für Mora IK in der schwedischen Elitserien zu spielen. Anschließend kehrte der Slowake in die DEL zurück, in der er von 2006 bis 2008 für die Frankfurt Lions auf dem Eis stand. Nachdem er die Saison 2008/09 bei seinem Heimatclub MHC Martin begonnen hatte, wechselte er nach nur vier Spielen zum HC Plzeň aus der tschechischen Extraliga, mit dem er im Playoff-Halbfinale dem HC Slavia Prag unterlag. Für die Saison 2009/10 wurde der Slowake von Sewerstal Tscherepowez aus der Kontinentalen Hockey-Liga verpflichtet. Mit einem Tor und drei Vorlagen in 29 Spielen konnte er sich dort jedoch nicht dauerhaft durchsetzten, sodass sein Vertrag nicht verlängert wurde. Ab 2010 war er vereinslos, ehe er zwischen 2013 und 2015 noch einmal für seinen Stammverein MHC Martin in der slowakischen Extraliga auflief.

### International
Für die Slowakei nahm Smrek an der U20-Junioren-Weltmeisterschaft 1999 sowie den Weltmeisterschaften 2002 und 2009 teil. Des Weiteren stand er im Aufgebot der Slowakei bei den Olympischen Winterspielen 2002 in Salt Lake City.

## Erfolge und Auszeichnungen
- 1999 Bronzemedaille bei der U20-Junioren-Weltmeisterschaft
- 2001 Teilnahme am AHL All-Star Classic
- 2002 Goldmedaille bei der Weltmeisterschaft

## Statistik
(Stand: Ende der Saison 2010/11)